# Meet Me Halfway
«Meet Me Halfway» (с англ. — «Встретить меня на полпути») — третий сингл с пятого студийного альбома американской группы Black Eyed Peas The E.N.D. (2009). Выпущенная в сентябре 2009 года, песня достигла седьмой позиции в американском чарте Billboard Hot 100 и возглавила чарты Австралии, Германии, Румынии, Мексики и Великобритании, где «Meet Me Halfway» стал 10-м самым продаваемым синглом 2009 года.

## Фон
Песня была выпущена как промосингл, как часть «Countdown to The E.N.D.», где 3 трека альбома выпускались раз в неделю до выхода альбома. Эта песня была последним промосинглом в серии, первыми двумя, в порядке выпуска, были «Imma Be» и «Alive». Песня получила раннюю ротацию на Today Networks' Hot30 Countdown в Австралии, и на радиостанциях по всей Канаде. 

## Живые выступления
Meet Me Halfway была исполнена вживую на шоу результатов 5-й недели британского телевизионного конкурса вокалистов The X Factor 8 ноября 2009 года. Сингл был выпущен на предыдущей неделе в Великобритании. Они исполнили песню на церемонии вручения премии American Music Awards 2009 вместе с «Boom Boom Pow». The Black Eyed Peas исполнили микс песни на показе мод Victoria’s Secret Fashion Show 2009 года.

## Позиции в хит-парадах
Песня дебютировала в чарте Billboard Hot 100 на 75 месте в течение недели, закончившейся 3 октября 2009 года, и достигла пика на седьмом месте в течение своей шестой недели (7 ноября), став третьим подряд хитом в десятке лучших с альбома. Это делает The E.N.D. первым альбомом группы, содержащим три хита в десятке лучших Hot 100. Три песни последовательно пересекались в Топ-10, что дало группе 30 последовательных недель с хитом в Топ-10. Он возглавил чарты ARIA, став их третьим подряд синглом номер 1 с The E.N.D.
В Великобритании «Meet Me Halfway» вошла в UK Singles Chart 11 октября 2009 года под номером 67. На своей пятой неделе в чарте (8 ноября 2009 года) она поднялась на третье место, став самой высокой песней, не связанной с X Factor, в чарте и одной из двух песен в пятерке лучших, не связанных с The X Factor, наряду с «Down» Джея Шона, хотя The Black Eyed Peas исполнили «Meet Me Halfway» на шоу результатов X Factor в тот же вечер, что привело к значительному всплеску популярности. 13 ноября было объявлено, что «Meet Me Halfway» продается лучше своего ближайшего конкурента, «Happy» Леоны Льюис, и находится на пути к достижению первого места. Он стал третьим подряд синглом The E.N.D. номер один в Великобритании и четвертым в целом для группы 15 ноября 2009 года, достигнув такого же успеха, как и в Австралии. По состоянию на воскресенье 27 декабря «Meet Me Halfway» был продан тиражом 517 178 копий в Великобритании, став 13-м самым продаваемым синглом 2009 года. 20 декабря «Meet Me Halfway» опустился на 10-е место после восьми последовательных недель, но поднялся на шестое место на следующей неделе. По состоянию на 3 января 2010 года он снова поднялся на третье место.
В новозеландском Top 40 песня достигла третьего места, став их третьим подряд хитом в тройке лучших с альбома. Она была сертифицирована как золотая после 10 недель в чарте, продано более 7500 копий. Песня вошла в ирландский чарт синглов 15 октября 2009 года под номером 27, до сих пор она достигала второго места в течение пяти последовательных недель, отбиваясь от «Fight for This Love» Шерил Коул, кавера «You Are Not Alone» финалистов X Factor и, наконец, «Bad Romance» Леди Гаги. Песня также достигла первого места в немецких чартах синглов, став их третьим лидером чарта за почти 5 лет (последние два были «Where Is the Love?» и «Shut Up» — оба в 2003 году).

## Клип
will.i.am подтвердил, что режиссёром музыкального видео станет Бен Мор (режиссер «I Gotta Feeling»). «Это совсем другой тип видео... «Boom Boom Pow» был очень футуристичным, а «I Gotta Feeling» имел атмосферу вечеринки, но это более артистичное видео. Оно очень артистичное». Премьера видео состоялась 12 октября 2009 года. Оно было выпущено в магазине iTunes Music 13 октября 2009 года.
В видео представлены участники в разных частях Солнечной системы. Видео начинается с дороги посреди пустыни, панорамы поднимающейся к космическому небу, которое переходит в сцены, где каждый из участников поет в разных местах космоса: Ферги лежит посреди пышных зеленых джунглей, Apl.de.ap левитирует на пустынной планете в кочевой одежде, will.i.am едет на слоне на луне Юпитера, а Taboo скользит вокруг Солнца в скафандре. Apl.de.ap достает карту, а will.i.am использует компас, чтобы найти путь к другим участникам. Через некоторое время will.i.am находит циферблат, который показывает врата, через которые должен пройти каждый из участников. Все участники используют звездные врата и превращаются в падающие звезды, и приземляются на планете (предположительно, Земле, потому что это смесь всех разных мест, где находятся певцы, и является половиной всех мест в видео), с дорогой посреди пустыни. Это первое видео альбома, которое не заканчивается фразой «The E.N.D.»

## Кавер-версии
В мае 2010 года два участника британского хип-хоп трио N-Dubz исполнили акустический мэшап песни с «Down» Джея Шона в Live Lounge с певицей Ny, так как третий участник Тулиса заболел, полное трио позже исполнило акустический мэшап на фестивале Isle of Wight и позже в их туре Love.Live.Life. В июне 2010 года металкор группа Haste the Day выпустила кавер-версию песни в специальном издании своего последнего студийного альбома Attack of the Wolf King. В 2012 году кавер-версия «Meet Me Halfway» вошла в а капелла-альбом Rant группы The Futureheads.

## Список композиций
UK CD Single (2721563)
| №                   | Название                                      | Длительность |
| ------------------- | --------------------------------------------- | ------------ |
| 1.                  | «Meet Me Halfway» (Radio Edit)                | 3:44         |
| 2.                  | «I Gotta Feeling» (David Guetta’s FMIF Remix) | 6:13         |
| Общая длительность: | Общая длительность:                           | 7:50         |

Digital Download E.P.
| №                   | Название                                                         | Длительность |
| ------------------- | ---------------------------------------------------------------- | ------------ |
| 1.                  | «Meet Me Halfway» (DJ Ammo & A Poet Named Life Remix)            | 5:25         |
| 2.                  | «Meet Me Halfway» (will.i.am Meet Me At The Remix)               | 5:49         |
| 3.                  | «Meet Me Halfway» (will.i.am In 3D Remix)                        | 5:40         |
| 4.                  | «Meet Me Halfway» (Printz Board Remix for Beets & Produce, Inc.) | 5:21         |
| 5.                  | «Meet Me Halfway» (Richard Vission Solmatic Remix)               | 5:30         |
| Общая длительность: | Общая длительность:                                              | 27:45        |

## Хит-парады

### Недельные хит-парады
| Хит-парад (2009–2010)                              | Высшая позиция |
| -------------------------------------------------- | -------------- |
| Австралия (ARIA)                                   | 1              |
| Австрия (Ö3 Austria Top 40)                        | 4              |
| Бельгия/Фландрия (Ultratop 50)                     | 1              |
| Бельгия/Валлония (Ultratop 50)                     | 1              |
| Канада (Billboard Canadian Hot 100)                | 5              |
| СНГ (TopHit)                                       | 10             |
| Чехия (Rádio — Top 100)                            | 2              |
| Дания (Tracklisten)                                | 9              |
| Европа (Billboard European Hot 100 Singles)        | 1              |
| Финляндия (Suomen virallinen lista)                | 16             |
| Франция (SNEP)                                     | 3              |
| Германия (GfK)                                     | 1              |
| Греция (IFPI)                                      | 1              |
| Венгрия (Dance Top 40)                             | 16             |
| Венгрия (Rádiós Top 40)                            | 4              |
| Ирландия (IRMA)                                    | 2              |
| Израиль (Media Forest)                             | 1              |
| Италия (FIMI)                                      | 2              |
| Italy Airplay (EarOne)                             | 1              |
| Luxembourg Digital Songs (Billboard)               | 1              |
| Mexico Anglo (Monitor Latino)                      | 3              |
| Нидерланды (Dutch Top 40)                          | 3              |
| Нидерланды (Single Top 100)                        | 5              |
| Новая Зеландия (Recorded Music NZ)                 | 3              |
| Норвегия (VG-lista)                                | 1              |
| Польша (Polish Airplay Chart)                      | 2              |
| Польша (Dance Top 50)                              | 6              |
| Португалия (Billboard Portugal Digital Song Sales) | 2              |
| Румыния (Romanian Top 100)                         | 1              |
| Russia Airplay (TopHit)                            | 7              |
| Шотландия (OCC Scotland)                           | 1              |
| Словакия (Rádio — Top 100)                         | 5              |
| Испания (PROMUSICAE)                               | 5              |
| Spain Airplay (PROMUSICAE)                         | 2              |
| Швеция (Sverigetopplistan)                         | 5              |
| Швейцария (Schweizer Hitparade)                    | 3              |
| Великобритания (OCC UK Singles)                    | 1              |
| Великобритания (OCC UK Hip Hop/R&B)                | 1              |
| США (Billboard Hot 100)                            | 7              |
| США (Billboard Dance Club Songs)                   | 17             |
| США (Billboard Pop Airplay)                        | 10             |
| США (Billboard Rhythmic)                           | 9              |

### Годовые хит-парады
| Хит-парад (2009)                | Позиция |
| ------------------------------- | ------- |
| Австралия (ARIA)                | 8       |
| Бельгия (Ultratop 50 Flanders)  | 55      |
| Бельгия (Ultratop 50 Wallonia)  | 37      |
| Бразилия (Crowley)              | 66      |
| Канада (Canadian Hot 100)       | 75      |
| Германия (Media Control GfK)    | 69      |
| Венгрия (Rádiós Top 40)         | 148     |
| Нидерланды (Dutch Top 40)       | 63      |
| Нидерланды (Single Top 100)     | 82      |
| Новая Зеландия (RIANZ)          | 28      |
| Швейцария (Schweizer Hitparade) | 95      |
| UK Singles (OCC)                | 10      |

| Хит-парад (2010)                            | Позиция |
| ------------------------------------------- | ------- |
| Австралия (ARIA)                            | 98      |
| Австрия (Ö3 Austria Top 40)                 | 22      |
| Бельгия (Ultratop 50 Flanders)              | 19      |
| Бельгия (Ultratop 50 Wallonia)              | 11      |
| Бразилия (Crowley)                          | 49      |
| Канада (Canadian Hot 100)                   | 39      |
| СНГ (TopHit)                                | 60      |
| Европа European Hot 100 Singles (Billboard) | 3       |
| Франция (SNEP)                              | 29      |
| Германия (Media Control GfK)                | 30      |
| Венгрия (Dance Top 40)                      | 53      |
| Венгрия (Rádiós Top 40)                     | 11      |
| Италия (FIMI)                               | 16      |
| Italy Airplay (EarOne)                      | 43      |
| Нидерланды (Dutch Top 40)                   | 79      |
| Румыния (Romanian Top 100)                  | 34      |
| Russia Airplay (TopHit)                     | 49      |
| Испания (PROMUSICAE)                        | 18      |
| Spain Airplay (PROMUSICAE)                  | 4       |
| Швеция (Sverigetopplistan)                  | 60      |
| Швейцария (Schweizer Hitparade)             | 32      |
| UK Singles (OCC)                            | 103     |
| US Billboard Hot 100                        | 58      |

### Хит-парады конца десятилетия
| Хит-парад (2000–2009) | Позиция |
| --------------------- | ------- |
| Австралия (ARIA)      | 40      |

## Сертификация
| Регион | Сертификация  | Продажи   |
| --- | ------------- | --------- |
| Австралия (ARIA) | 3× Платиновый | 210 000^  |
| Бельгия (BEA) | 2× Платиновый | 60 000*   |
| Бразилия (ABPD) | 2× Платиновый | 120 000   |
| Канада (Music Canada) | 2× Платиновый | 160 000*  |
| Дания (IFPI Danmark) | Платиновый    | 90 000    |
| Франция (SNEP) | Платиновый    | 250 000*  |
| Германия (BVMI) | Платиновый    | 300 000   |
| Италия (FIMI) | Платиновый    | 30 000*   |
| Новая Зеландия (RMNZ) | 2× Платиновый | 60 000    |
| Испания (PROMUSICAE) | Платиновый    | 40 000*   |
| Швейцария (IFPI Switzerland) | Золотой       | 15 000^   |
| Великобритания (BPI) | 3× Платиновый | 1 800 000 |
| США (RIAA) | 5× Платиновый | 5 000 000 |
| * Данные о продажах приведены только на основе сертификации. · ^ Данные о тиражах приведены только на основе сертификации. · Данные о продажах + прослушиваниях приведены только на основе сертификации. |               |           |

## Даты выхода
| Страна         | Дата             | Формат                    | Лейбл      | Ref.          |
| -------------- | ---------------- | ------------------------- | ---------- | ------------- |
| США            | 22 сентября 2009 | Contemporary hit radio    | Interscope | [ 92 ]        |
| Австралия      | 2 октября 2009   | CD                        | Universal  | [ 93 ]        |
| Великобритания | 2 ноября 2009    | CD                        | Polydor    | [ 94 ] [ 95 ] |
| Италия         | 13 ноября 2009   | Radio airplay             | Universal  | [ 96 ]        |
| США            | 17 ноября 2009   | Цифровая дистрибуция (EP) | Interscope | [ 97 ]        |
| Германия       | 20 ноября 2009   | CD                        | Universal  | [ 98 ]        |
| Франция        | 23 ноября 2009   | CD                        | Polydor    | [ 99 ]        |